# ريدوكس (مكتبة جافا سكريبت)
ريدوكس هي مكتبة جافا سكريبت مفتوحة المصدر لإدارة حالة التطبيق. يستخدم بشكل شائع مع المكتبات مثل ريأكت أو أنجولار لبناء واجهات المستخدم. (مستوحاة من) بنية فيسبوك ريأكت، تم إنشاؤها بواسطة دان ابراموف و أندرو كلارك.

## وصف
ريدوكس هي مكتبة صغيرة ذات واجهة برمجية للتطبيقات البسيطة والمحدودة المصممة لتكون حاوية يمكن التنبؤ بها لحالة التطبيق. تعمل بطريقة مشابهة لوظيفة الاختزال، مفهوم البرمجة الوظيفية.
تتأثر بلغة البرمجة الوظيفية الم (لغة برمجة) ‏.

## التاريخ
تم إنشاء ريدوكس بواسطة دان ابراموف وأندرو كلارك في عام 2015. بدأ أبراموف في كتابة أول تطبيق لـ ريدوكس أثناء التحضير لمحادثة في المؤتمر  في ريأكت أوروبا  حول إعادة التحميل الساخنة. تصريحات أبراموف، «كنت أحاول تقديم دليل على مفهوم الجريان حيث يمكنني تغيير المنطق. وسوف تسمح لي الوقت السفر. وسيتيح لي تطبيق الإجراءات المستقبلية على تغيير الرمز.» 
أدهش أبراموف من تشابه نمط الجريان مع تقليل وظيفة. «كنت أفكر في Flux كعملية مخفّضة بمرور الوقت... تقوم متاجرك بتجميع الحالة استجابة لهذه الإجراءات. كنت أفكر في اتخاذ هذا أبعد من ذلك. ماذا لو لم يكن متجر Flux الخاص بك متجراً بل كان وظيفة المخفض؟» 